# Platymiscium cochabambense
Platymiscium cochabambense är en ärtväxtart som beskrevs av Henry Hurd Rusby. Platymiscium cochabambense ingår i släktet Platymiscium och familjen ärtväxter. Inga underarter finns listade i Catalogue of Life.